# Rh-40
Rh-40 – oznaczenie fabryczne niemieckiego 155 mm pocisku odłamkowo-burzącego z gazogeneratorem produkowany przez firmę Rheinmetall.

## Dane taktyczno-techniczne
- Kaliber: 155 mm
- Długość: 899 mm
- Masa: 44,5 kg
- Masa materiału wybuchowego: 9,2 kg
- Donośność: 40 000 m (lufa L/52)